# Судовий поєдинок

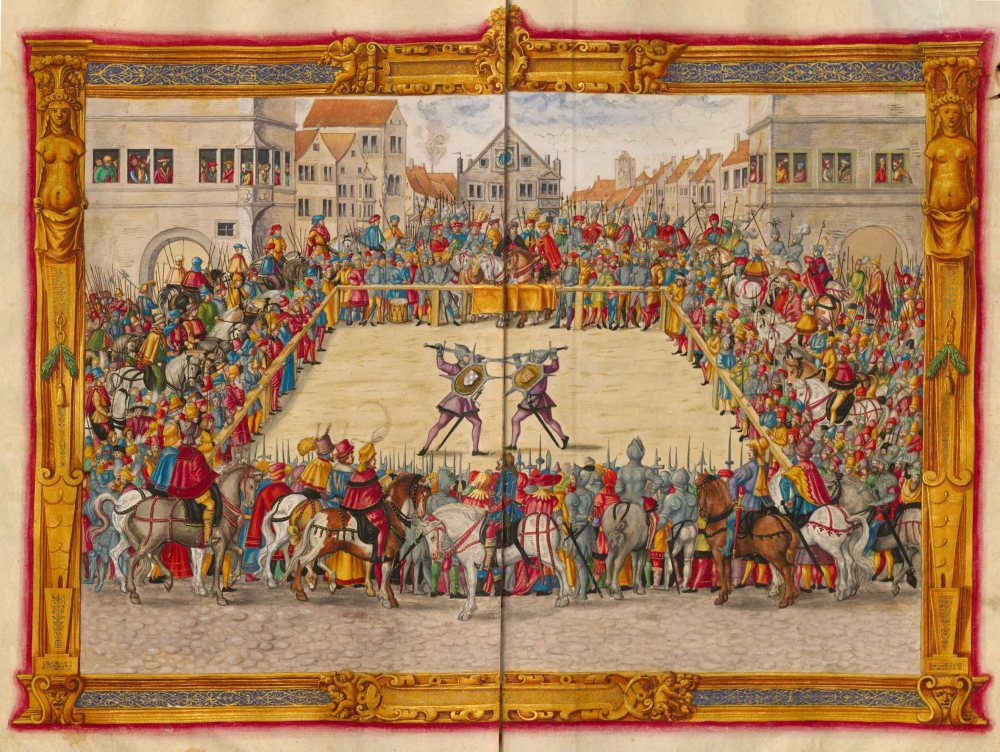

Судовий поєдинок — фізичний двобій сторін перед судом, один із способів вирішення спорів в Європі 6—17 ст., при якому результат суперечки вирішувався на користь переможця. Зазвичай використовувався у випадках, коли встановити істину шляхом допиту свідків було неможливо, але жодна зі сторін не визнавала своєї неправоти. По суті судовий поєдинок є санкціонованим правом на дуель.
Судовий поєдинок, на відміну від ордалій та інших форм звичаєвого права, відомих повсюдно, як спосіб вирішення спорів передбачався насамперед Варварськими правдами і застосовувався в основному німецькими народами (пор. Хольмганг). Однак особлива форма судового поєдинку існувала також в Стародавній Русі, вона отримала назву «поле».